# قلقله چتان
قلقله (سنندج)، روستایی از توابع بخش مرکزی شهرستان سنندج در استان کردستان ایران است.
قلقله. دهی است از دهستان ییلاق بخش حومه ٔ شهرستان سنندج، واقع در ۴۸ هزار گزی شمال خاوری سنندج و ۶ هزار گزی جنوب سی و سه مَرده. موقع جغرافیایی آن کوهستانی و هوای آن سردسیری است. آب آن از چشمه و محصول آن غلات و شغل اهالی زراعت و گله داری است. صنایع دستی زنان قالیچه، جاجیم و گلیم بافی است

## جمعیت
این روستا در دهستان سراب قامیش قرار دارد و براساس سرشماری مرکز آمار ایران در سال ۱۳۸۵، جمعیت آن ۱۰۶ نفر (۲۷خانوار) بوده‌است.